# Europäische Nachbarschaftspolitik

Europäische Union
Offizielle EU-Beitrittskandidaten
ENP-Staaten

Die Europäische Nachbarschaftspolitik (ENP) ist ein Programm der Europäischen Union (EU), das am 12. Mai 2004 von der EU-Kommission als Strategiepapier vorgelegt wurde. Strategisches Ziel der ENP ist es, einen „Ring stabiler, befreundeter Staaten“ um die EU herum zu etablieren, wobei die Staaten der EFTA nicht dazugehören.
Ergänzend zur Europäischen Nachbarschaftspolitik sind 2008 die Union für das Mittelmeer und 2009 die Östliche Partnerschaft gegründet worden.

## Die Entstehung der ENP
Im August 2002 wurde von EU-Kommission eine Mitteilung unter dem Titel Größeres Europa – Nachbarschaft: Ein neuer Rahmen für die Beziehungen der EU zu ihren östlichen und südlichen Nachbarn erarbeitet. Mit dieser Mitteilung vom März 2003 wurden die Grundlagen der Europäischen Nachbarschaftspolitik gelegt, weil in ihr die Grundzüge der zukünftigen Nachbarschaftspolitik erläutert wurden.
Zur Europäischen Nachbarschaftspolitik hat die Europäische Kommission im Zusammenhang mit der EU-Erweiterung am 12. Mai 2004 ein unilateral formuliertes Strategiepapier vorgelegt, das den strategischen Kern der ENP enthält.

## Einbeziehung

EU
Beitrittskandidaten
EFTA
Östliche Partnerschaft

EU-Mitglieder der Union für den Mittelmeerraum (UfM)
Nicht EU-Mitglieder der UfM
gestreift, Beobachter der UfM

Die ENP richtet sich in Osteuropa an die Ukraine, Belarus und die Republik Moldau, im südlichen Kaukasus an Armenien, Aserbaidschan und Georgien und in der Mittelmeerregion an Marokko, Algerien, Tunesien, Libyen, Ägypten, Israel, die Palästinensischen Autonomiegebiete, Jordanien, Libanon und Syrien. Obwohl Russland ebenfalls ein Nachbar der EU ist, werden die EU-Russland-Beziehungen separat unter dem Titel EU-Russia Common Spaces ‚Gemeinsame Räume der EU und Russlands‘ behandelt.

## Ziele
Hauptelemente der ENP sind die wirtschaftliche, politische und kulturelle Zusammenarbeit. Dabei soll Ländern ohne Beitrittsperspektive durch eine stärkere Anbindung an die EU Anreize zur Modernisierung ihrer Politik, Wirtschaft und Gesellschaft gegeben werden. Ursprünglich war die ENP für die im Zuge der EU-Osterweiterung neu hinzugekommenen Nachbarn östlich der EU konzeptionalisiert. Auf Druck der südlichen EU-Mitgliedstaaten wurde sie auf die südlichen Mittelmeeranrainer der Euro-mediterranen Partnerschaft ausgeweitet.
Die Achtung der Menschenrechte, die Rechtsstaatlichkeit und die Entwicklung von Marktwirtschaften soll gestärkt werden. Die EU will Mitverantwortung bei der Vorbeugung und Beilegung von regionalen Konflikten übernehmen. Dabei geht es auch um illegale Migration aus Drittländern, Menschenhandel und Terrorismus. Das Tempo der Annäherung zwischen EU und ENP-Ländern soll davon abhängen, wie weit die einzelnen Länder an den Zielen des Programms mitwirken.

## Zuständigkeit in der EU-Kommission und Finanzierung

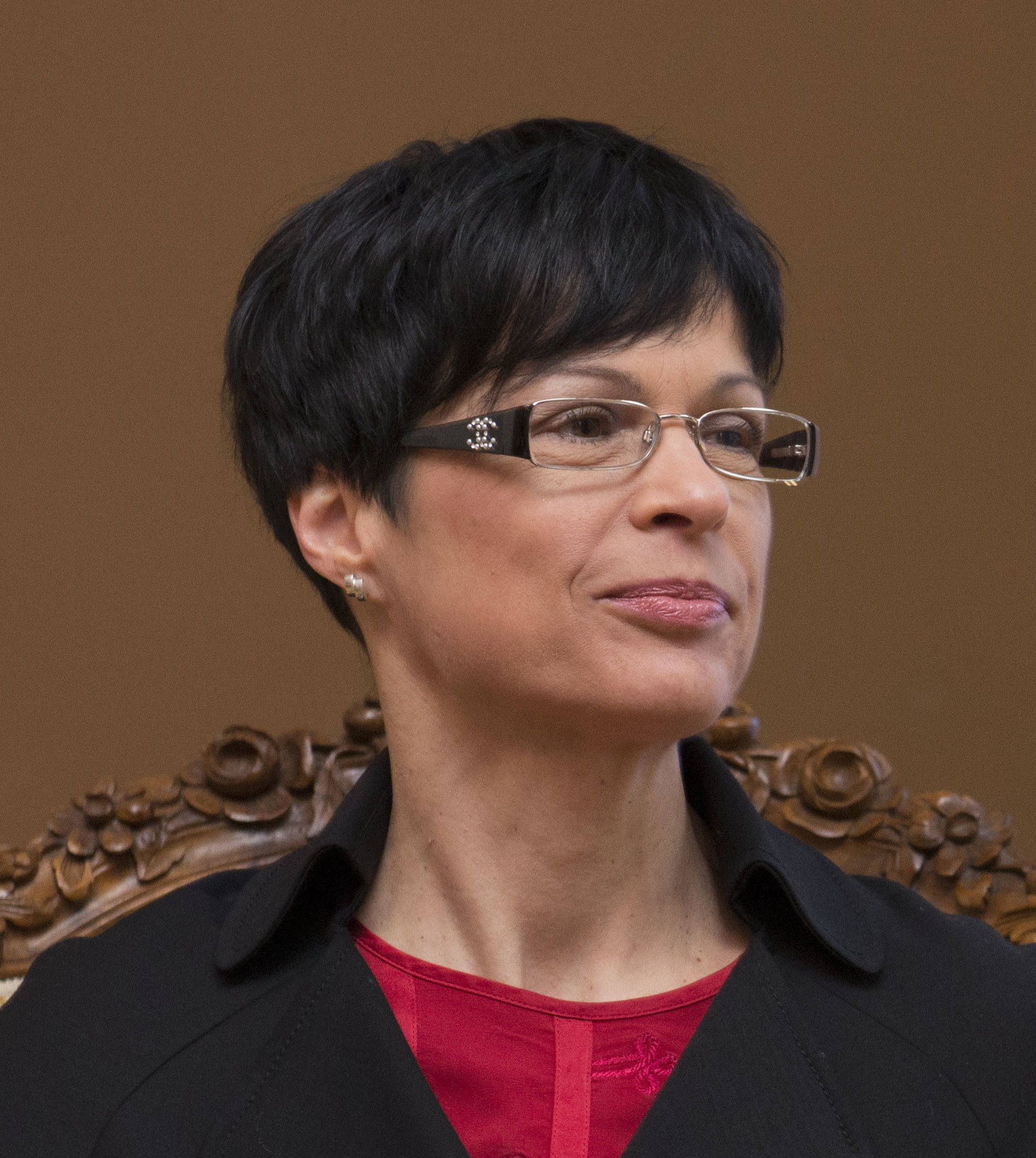
EU-Erweiterungskommissarin Marta Kos Marko

Innerhalb der Europäischen Kommission fällt die ENP in den Geschäftsbereich des Erweiterungskommissars, derzeitige Amtsinhaberin ist Marta Kos Marko. Er arbeitet hier mit der Hohen Vertreter der EU für Außen- und Sicherheitspolitik (derzeit Kaja Kallas) zusammen, die für die gesamte Gemeinsame Außen- und Sicherheitspolitik verantwortlich ist. Bis 2010 war der Kommissar für Außenbeziehungen für die ENP zuständig, dessen Amt jedoch durch den Vertrag von Lissabon in das neu geschaffene Amt des Hohen Vertreters aufgenommen wurde.
Bis 2006 erfolgte die Unterstützung für Länder der Europäischen Nachbarschaftspolitik im Rahmen verschiedener geografischer Programme, unter anderem TACIS (für die östlichen Staaten und Russland) und MEDA (für die Länder im südlichen Mittelmeerraum), sowie im Rahmen von thematischen Programmen wie der Europäischen Initiative für Demokratie und Menschenrechte (EIDHR). Am 1. Januar 2007 wurden die Programme TACIS und MEDA im Europäischen Nachbarschafts- und Partnerschaftsinstrument (ENPI) zusammengefasst. Dabei sollen nicht nur gemeinsame Projekte an der Grenze finanziert werden, sondern auch Regionalprojekte in den Partnerländern. Der große Teil der Finanzmittel wird zur Unterstützung von Wirtschaftsreformen und Strukturanpassungen in den Partnerländern ausgeschüttet.